# 선물 경제
선물 경제(gift economy)란 재화를 선물로 나누어줌으로써 물질적 필요를 충족하는 경제를 뜻한다. 이는 개인 또는 일정한 집단들이 재화를 물물교환하거나 시장에서 가격이라는 메커니즘에 따라 상품을 거래하는 교환경제와 대비되는 개념으로, 포틀래치 경제(Potlatch economy)라고도 한다. 선물경제는 귀중품을 거래하거나 판매하지 않는 교환 방식이지만 즉각적인 또는 미래의 보상에 대한 명백한 합의없이 제공된다. 사회적 규범과 관례는 선물 교환을 관장한다. 선물은 돈이나 다른 상품에 대한 상품이나 서비스의 명시적인 교환에서 제공되지 않는다.

## 개념의 기원
마르셀 모스(Marcel Mauss)는 『증여론(Essai sur le don)』(1925)라는 책을 통해, 선물을 주고받는 교환체계와 증여가 인간관계의 모든 부분에 관여하면서 사회구조를 작동시키고 있다는 점을 보였다.
치누크(chinook : 미국 북서부 컬럼비아 강 유역에 사는 아메리카 인디언)어로 '식사를 제공하다' 또는 '소비하다'라는 뜻을 지닌 포틀래치(potlatch)는 북서부 아메리카의 부족 생활 전체에서 나타나는 부족 간 교환의 대표적인 형태다. 모스는 부족들의 생활이 물건을 서로 주고받는 선물체계에 기반해 있음을 발견하고 그것을 포틀래치로 설명했다. 농경부족과 어로부족 간의 교환이나 선물 주고받기가 일상적으로 이루어지고 이것이 사회체계의 근간을 이루고 있는 것이다. 모스는 아메리카의 포틀래치, 남태평양의 쿨라, 뉴질랜드의 하우(hau) 등의 행태를 통해 "선물이 사회생활의 중요한 기초"라는 사실을 찾아냈다. 또한 주고받음이라는 교환 행위 뒤에 숨어 있는 '호혜성'의 원리를 발견했다. 모스가 말하는 포틀래치 교환은 등가교환이나 시장경제의 교환이라는 틀을 벗어나 있다. 그것은 부등가의 선물 주고받기와 답례를 통해 순환되는 교환체계로서 시장경제의 등가교환과 다르다.
증여론의 현대적 확장은 선물 경제론(gift economy)으로 나타났다. 1990년대 중반 이후 인터넷의 대중화가 이루어지면서 모스의 증여론을 현대 디지털 신경제에 적용하려는 시도가 나타나기 시작했다. 포틀래치와 증여, 선물이라는 제도는 단순한 규범이나 가치, 의미가 아니라 하나의 커뮤니케이션 체제가 내포하는 구조에 의해 작동한다. 디지털 복제물의 교환과 증여를 이용자 간의 커뮤니케이션 체제로 파악할 경우 이런 경제의 틀을 '선물 경제'로 파악할 단서가 발견되는 것이다. 이것은 초기 인터넷 이용자들이 나눔과 공유라는 규범과 가치를 갖고 선물 경제를 만들어낸 것이 아니라 디지털 복제라는 성질이 나눔과 공유라는 구조 곧, 선물 경제라는 구조를 만들어냈다고 설명할 수 있다.

## 선물경제의 원리
인류 학자 조나단 패리(Jonathan Parry)에 따르면, 선물의 본질에 대한 논의와 경제 체제를 구성하는 별개의 선물 교환 영역은 문제시 되어 왔는데, 그 이유는 근대 서양의 시장사회에 근본한 자민족중심적인 선물경제의 개념을 마치 그것이 여러 문화가 섞였으며 역사를 조망하는듯한 개념으로 적용되어왔다는 데에 있다. 그러나, 그는 인류 학자들이 다양한 문화적, 역사적 교류 형태를 분석을 통해 보편적인 관행따위는 존재하지 않는다는 것을 입증했다고 주장한다. 그의 선물 교환 논쟁의 고전적 요약은 "순수한 선물"의 이데올로기가 노동력과 중요한 상업 분야가 고도로 차별화된 사회에서 발생할 가능성이 가장 높으며, 시장이 아닌 것과 구별될 필요성이 있다고 강조했다. 와이너(Weiner)에 따르면, 비시장 사회에서 "선물 경제"를 말하는 것은 그들의 교환 관계의 특징을 무시하는 것이다. (이는 브로니슬라브 말리노프스키(Bronislaw Malinowski)와 마르셀 모스(Marcel Mauss)의 논쟁에서 보여진 바와 같다.) 선물 교환은 종종 정치, 친족, 종교 기관에 포함되어 있으며, 따라서 그 자체로 "경제"시스템을 구성하지 않는다.

### 재산 및 양도 가능성
선물 증여는 특정 객체에 대한 재산권 이전의 한 형태이다. 이러한 재산권의 성격은 사회, 문화, 문화에 따라 다양하며 보편적이지 않다. 따라서 선물을 주는 것의 성격은 그 지역에서 시행 중인 재산권 제도의 유형에 따라 바뀐다.
재산은 사물이 아니라, 사물에 관한 사람들 사이의 관계이다. 크리스 한(Chris Hann)에 따르면, 재산은 사물의 사용과 처리에 관한 사람들의 행동을 지배하는 사회적 관계이다. 인류 학자들은 이러한 관계를 사물에 대한 다양한 행위자(개인 또는 기업)의 "권리 묶음"의 관점에서 분석한다. 예를 들어 지적 재산권에 대한 현재의 논쟁이 있다. Hann과 Strangelove는 모두 구입한 책(그가 소유하는)의 예를 제시하는데, 저자는 이 책을 "저작권"으로 소유하고 있다. 비록 그 책은 구입되고 판매되는 상품이지만, 그 책의 창조자로부터 완전히"소원해" 지지는 않았다. 그 책의 소유자는 창조자의 권리 때문에 그가 그 책으로 할 수 있는 것은 제한되어 있다. 와이너는 선물/물품에 대한 권리를 유지하면서 줄 수 있는 능력은 Malinowski와 Mauss에 의해 묘사된 선물 문화의 중요한 특징이라고 주장해왔다. 또한 Malinowski와 Mauss는, 예를 들어 쿨라(Kula)와 같은 일부 의례적인 선물 형태들이 왜 트로브리안드 섬(Trobriand islands)을 여행한 후에 원래 주인에게 돌아가는지 그 이유를 설명한다. 쿨라 교환에서 받은 선물들은, 어떤 면에서는, 기부자의 재산으로 남아 있다.
위에서 사용된 예에서,"저작권"은 책의 사용과 처분을 규제하는 결합 권리 중 하나이다. 많은 사회에서 선물 증여는 복잡한 문제이다. 개인이 소유한 "사유 재산"의 범위가 상당히 제한적일 수 있기 때문이다(이와 관련해 the commons 부문을 참고). 토지와 같은 생산적인 자원은 기업 집단(예:혈통)의 구성원이 보유할 수 있지만, 해당 그룹의 일부 구성원만이 "사용 권한"을 가진다. 많은 사람들이 동일한 물건들에 대한 권리를 가지고 있을 때 선물을 주는 것은, 사유 재산을 선물하는 것과는 매우 다른 의미를 가진다. 해당 개체는 여전히 법적 소유자에게 귀속되면서, 오직 그 개체의 일부 권한만 양도되는 것과 같은 것이다. 인류 학자 Annette Weiner는 이러한 종류의 개체들을 "양도할 수 없는 소유물"로, 그 과정을 "준 동안 보관하는 것"으로 언급한다.

### 선물 대 지불(prestation)

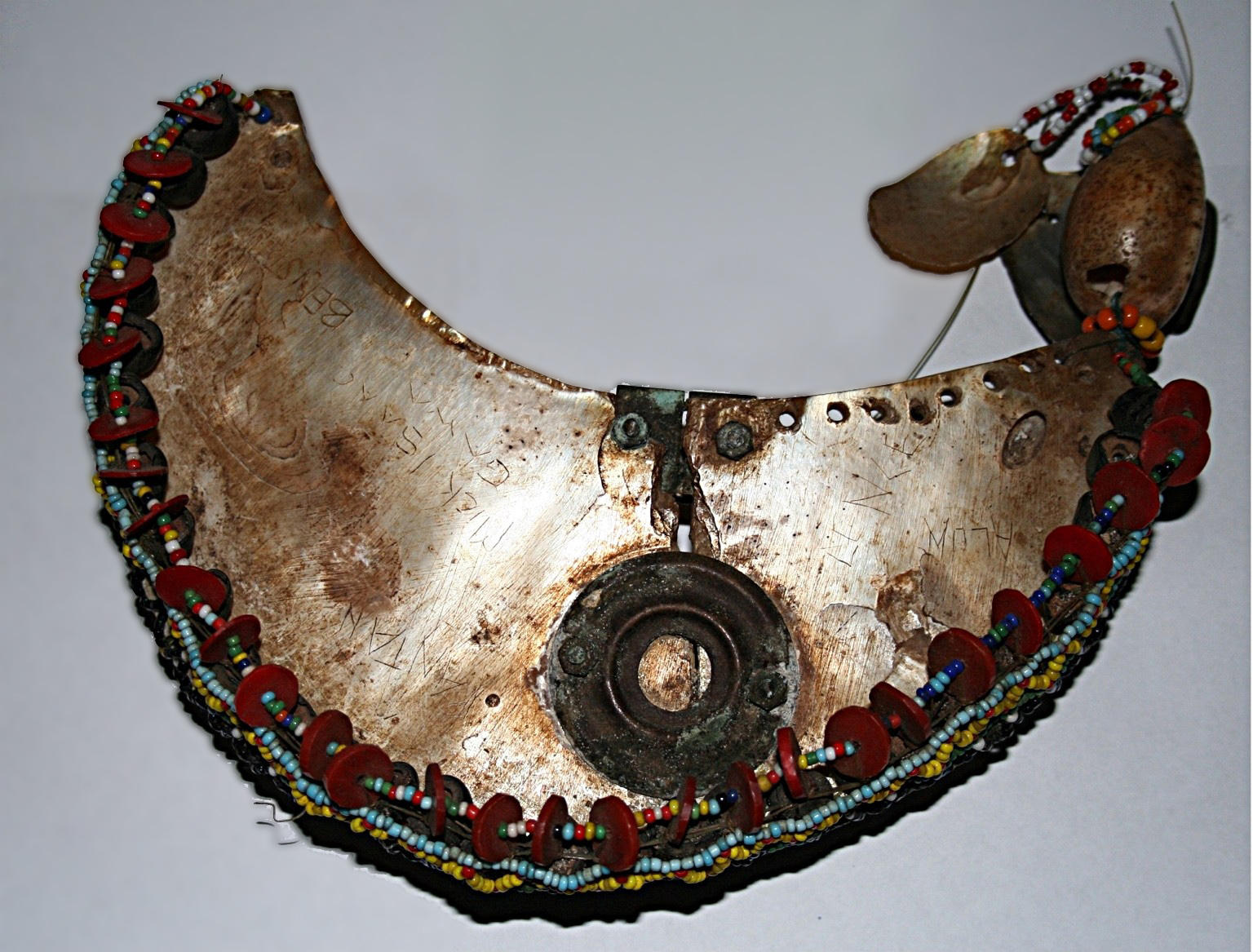
Trobriand섬에서 온 독특한 빨간 색 쉘 디스크 구슬을 가진 Kula목걸이.

Malinowski의 쿨라 링(Kula ring)에 관한 연구는 프랑스의 인류학자이자 The Gift의 저자인 Marcel Mauss와의 토론의 주제가 되었다. Parry의 관점에 따르면 Malinowski는 개인간의 물질 교환과 선물을 주는 그들의 비이타적인 동기를 강조했다. : 그들은 같거나 더 큰 경제적인 가치의 보답을 기대했다. Malinowski는 선물을 주고 받는 것에는 호혜가 내재되어 있다고 말했다.; 그는 기대없이 주어지는 "무료 선물"과 같은 것은 존재하지 않는다고 주장했다. 이와 대조적으로 Mauss는 개인이 아닌 보다 더 큰 집단의 대표들 간의 선물을 강조했다. 그는 이러한 선물들은 전체의 지불이라고 주장했다. 지불은 봉사활동과 같이 의무감없이 제공되는 봉사이다.

### 양도할 수 없는 물건

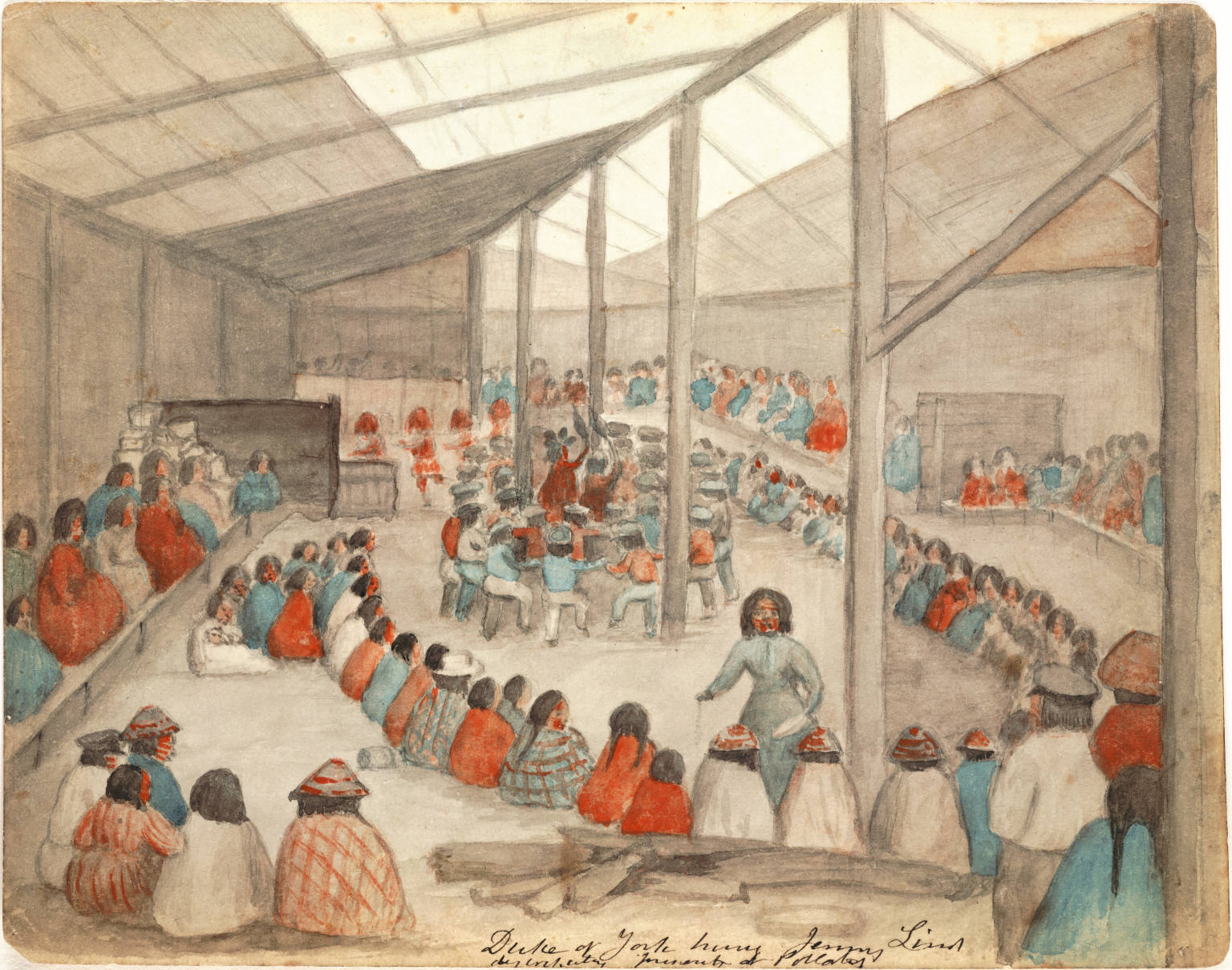
제임스 G. 스완이 체체모카의 아내 중 한명과 함께 포틀치를 배급하고 있는 포트 타운센드의 체체모카 추장 클랄람 사람들을 묘사하고 있다.

모스의 "총 프레젠테이션"개념은 트로브리안드 섬에서 이루어지는 말리노브스키의 현장 연구를 다시 찾은 와이너(Annette Weiner)에 의해 더욱 발전되었다. 그녀의 비평은 이중적이었다. 첫째, 트로브리안드 섬 사회는 모계 사회이며, 여성들은 많은 경제적, 정치적 힘을 지니고 있다. 하지만 말리노브스키(Malinowski)는 여성들의 교환을 무시했다. 둘째, 그녀는 "양도할 수 없는 소유 : 주고 받는 것에서 오는 역설"이라는 관점에서 상호 호혜와 "선물의 정신"에 대한 모스의 주장을 발전시켰다. 와이너(Annette Weiner)는 선물을 되돌려 받을 수 있는 "움직일 수 없는 상품"과 대조한다(트로브리안드 섬의 경우, 여자의 땅을 가진 남자 쿨라 선물). 그녀는 크라운 쥬얼(Crown Jewels)처럼 주어진 특정 상품들은 특정 집단들과 너무 잘 구별되어 있어서, 심지어 그 상품이 누군가에게 주어졌을 때에도 진정으로 소외되지는 않는다고 주장한다. 그러나 모든 사회가 특정 친족 집단에 의존하는 이러한 종류의 상품을 가지고 있는 것은 아니다. 프랑스 인류 학자 모리스 고델리에(Maurice Godelier)는 <선물의 수수께끼(TheEnigmaoftheGift),1999>에서 분석을 더 진행했다. 알버트 스커버(Albert Schrauwers)는 와이너와 고델리에가 (트로브리안드 섬의 쿨라(Kula ring), 북서 태평양 원주민의 포틀래치(Potlatch), 인도네시아 남부 Sulawesi의 Torajah 등에서) 예로 들었던 사회의 종류에 대해 논쟁해 왔다. 그는 특정한 친족 집단과 함께 확인된 토지 소유지를 보존하고 그들의 사회적 지위를 유지하기 위해 총 소유권이 주어진다고 주장한다.

### 자선, 부채 및 선물의 독
조나단 패리(Jonathan Parry)는 "순수한 선물"의 이념은, 노동과 상업 분야의 구분이 진행된 고도의 차별 사회에서만 발생할 가능성이 높으며, 위에서 언급된 비시장적인 "소유권(prestations)"으로부터 구별될 필요가 있다고 주장해왔다. 패리는 또한 인도에서 자선 기부의 예를 들어, 돌아올 것이라는 기대 없이 주어진 자와 같은 "순수한 선물"은 "독"이 될 수 있다고 강조했다. 즉, 순수한 성직자에게 기부자의 죄를 포함한 기부금은 성직자들로 하여금 그들이 정화할 수 없는 불순물을 받는 것과 마찬가지라는 것이다. 순수한 선물은 반품하지 않고도 빚을 질 수 있기 때문에 피해를 보게 되는 것이다(선물의 독). 데이비드 그래버(David Graeber)는 불평등 사이에 상호 관계가 기대되지 않는다고 지적한다. 만약 당신이 거지에게 1달러를 준다면, 그는 다음에 당신을 만났을 때 당신에게 그 빚을 갚지 않을 것이다. 그는 오히려 더 많은 것을 요구할 것이다. 상황에 따라 자선 단체를 받아들이도록 강요 받는 많은 사람들은 오명을 쓰고 있다고 느낀다. 선물을 주고 받는 사람들이 정치적으로 큰 사람이 되는 파푸아 뉴기니의 모카 교환 시스템에서, 빚을 지고 이자로 갚지 못하는 사람들은 "쓰레기 인간"이라고 불린다.
프랑스 작가인 조르주 바타유(Georges Bataille)는 La part Maudite에서 경제 이론을 세우기 위해 모스의 주장을 사용한다: 선물의 구조는 모든 가능한 경제의 전제이다. 바타유는 모스에 의해 묘사된 포틀레치에 특히 관심이 있었고, 포틀래치의 논쟁적인 특징은 선물을 받는 사람으로 하여금 그들 자신의 주관을 확인하도록 강요하는 주장을 한다. 따라서, 선물증여는 행위 내에서 주인과 노예의 헤젤리아적인 양극화를 구현한다.

### 호혜와 선물 정신
크리스 그레고리(Chris Gregory)에 따르면, 호혜는 우리가 선물증여에서 특징 짓는 것처럼 동적인 교환 관계다. 그레고리는 친구나 적에게 선물증여를 함으로써 그들이 빚을 지게되면, 그들과 관계를 맺을 수 있다고 믿는다. 그는 또한 그러한 관계가 지속되기 위해서는 선물과 되돌림 받는 선물 사이에 시간 차이가 있어야 한다고 주장했다. 한 사람과 상대편 사람은 항상 빚을 진 상태여야 한다. 그렇지 않으면 관계는 성립되지 않는다. 마샬 살린스(Marshall Sahlins)는 생일 선물이 이것의 한 예시라고 말했다. Sahlins는 생일 선물을 받은 후 시간 상 어느정도 떨어져있기 때문에 상대편이 선물을 반환해야 할 의무를 느낄 수 있다고 강조한다. (선물 반환을 잊는 것은 그 관계를 끝내기에 충분할지도 모른다.) 그레고리는 부채 관계가 없다면 호혜 관계는 없으며, 이는 선물 경제와 "진정한 선물(반환에 대한 기대 없이 주어진)"을 구분하는 것이라고 말했다. (Shalins가 "일반화된 상호 호혜"라고 말했던ㅡ아래 참조)

### 교환 및 경제 시스템 분야
토착적인 비 시장 교환에 대한 새로운 시장 교환 시스템의 관계는 인류 학자들에게 당황스러운 질문으로 남았다. 폴 보 하난 (Paul Bohannan)은 나이지리아의 티브(Tiv)에는 세 분야의 교환이 있었으며 각 영역에서 특정 종류의 물건만 교환될 수 있다고 주장했다. 각 영역은 특정 목적의 화폐의 각자 다른 형태를 지녔다. 그러나 시장과 보편적인 돈은 상품이 분야간에 교환될 수 있게 하여, 확립된 사회적 관계에서 산의 역할을 했다. 조나단 패리(Jonathan Parry)와 모리스 블로흐(Maurice Bloch)는 "돈과 교환의 도덕"(1989)에서 장기적으로 가족의 사회적 재생산이 이루어지는 "거래 질서"는 단기 시장 관계와 별개로 보존되어야 한다고 주장했다. 이것은 침례, 결혼식 및 장례식과 같은 종교 의식에 의해 성화되고 선물에 의해 특징지어지는 가족의 장기적인 사회적 재생산이다.

## 증여와 교환의 특징
모스는 교환의 태고적 형태로서 주어야 할 의무, 받아야 할 의무, 되돌려주어야 할 의무를 들고 있다. 선물을 공짜로 받은 사람은 타인에게 그것의 대가를 요구할 수 없다. 선물은 상품과 교환되는 것이 아니라 다른 선물과 교환되어야 한다. 이것이 증여와 교환의 구조다. 아무런 대가없이 선물을 받은 사람은 자신도 아무런 대가 없이 증여할 수 있어야 한다.
자본주의 사회에서 상품은 등가교환이라는 호혜성의 원칙을 통해 유통된다. 이러한 화폐경제의 상품교환과 달리 선물은 시장경제의 바깥에 존재한다. 인터넷에서 활성화되고 있는 전자시장이나 상품교환은 여전히 시장경제의 안쪽에 존재한다. 자신이 제작한 콘텐츠를 공유하고, 서로 협동해 만든 창작물을 아무런 대가 없이 나누는 흐름은 상품이 아니라 선물의 영역에 더 가깝다. 자신이 만든 소프트웨어를 공개하는 오픈 소스운동이나 자유소프트웨어재단(FSF, Free Software Foundation)의 활동은 자본주의 시장경제의 바깥에 존재한다. 그것은 배타적 소유권의 관철을 요구하는 지적 재산권을 거부한다. 인터넷 이용자들이 디지털 복제물을 주고받거나 서로 협동해 생산한 공유물을 나누는 행위는 등가교환의 원칙이 지배하는 시장경제 바깥에 서 있다. 그것은 나눔과 공유에 입각한 '선물 경제'와 가깝다.
인터넷의 공동체적 성격에 주목한 마이클 허번(Michael Hauben)은 네트워크 사용자가 자신들만의 생각과 제도, 공동체적 지향과 특성을 지니고 있다고 보았다. 그는 이들을 네트의 시민(Net Citizen), 곧 네티즌(netizen)이라 불렀다. 그는 '참여'와 그에 기반한 '공동체'라는 것이 온라인 커뮤니케이션을 통해 이루어지는 것을 발견했다. '네티즌'은 네트의 발전을 위해 활동적으로 헌신하는 사람들로서 이들은 공동 작업의 가치를 이해하며 공적 커뮤니케이션의 공동체적인 측면을 인정한다. 허번의 네티즌은 네트를 사용하는 사람이라는 가치 중립 개념이 아니라 특정한 가치와 규범을 만들어 나가는 주체로서 의미를 지닌다. 이처럼 허번의 네티즌은 공동체적 지향이 강한 개념이다. 공동체적 입장에서 볼 때 네트워크는 서비스가 아니라 권리다. 그래서 인터넷은 집합적이고 보편적일 때만 가치가 있다고 본다. 네티즌의 자발적 노력만이 네트의 지적이고 기술적인 고유의 부를 지켜낼 수 있다. 결국 선물 경제는 네티즌, 혹은 인터넷 이용자들의 자발적인 참여와 공동의 규범 및 행동을 통해 유지될 수 있는 것이다.

## 관련 개념
- 화폐경제
- 포틀래치 경제
- 마르셀 모스, 증여론

## 같이 보기
- 화물숭배
- 디지털 통화
- 무상교육
- 화폐사
- 홈스테이
- 지식검색
- 자연 경제
- 원시공산제
- 기축 통화
- 공유 경제